# Острів проклятих (фільм)
«О́стрів про́клятих» (англ. Shutter Island) — американський психологічний трилер від режисера Мартіна Скорсезе за однойменним романом Денніса Лігейна 2003 року. Двоє федеральних маршалів США прямують на один з островів у штаті Массачусетс, щоб розслідувати зникнення пацієнтки з клініки для божевільних злочинців. Під час розслідування їм доведеться зіткнутися з брехнею, ураганом і смертельним бунтом мешканців закладу.
Прем'єрний показ фільму відбувся 13 лютого 2010 року в Німеччині, а в Україні — 18 лютого.
На 1 березня 2024 року фільм займав 142-гу позицію у списку 250 найкращих фільмів за версією IMDb.

## Сюжет
Двоє маршалів, Едвард «Тедді» Деніелс та його напарник Чак, пливуть на острів Шаттер, що розташований у Бостонській бухті, щоб розслідувати зникнення пацієнтки Рейчел Соландо з психіатричної клініки для особливо небезпечних злочинців. Лікарня суворо охороняється, 42 її пацієнти перебувають у звичайних корпусах, а ще 24, особливо небезпечних — усередині колишнього військового форту, переобладнаного на третій корпус лікарні.
У Тедді сильні головні болі, його турбує не лише загадка зникнення Рейчел Соландо, але й власні спогади: про дружину Долорес, яка загинула під час пожежі, та про німецький концентраційний табір Дахау, учасником звільнення якого він був. Неприємні асоціації похмурої лікарні з табором смерті посилюються, коли маршали зустрічаються з лікарем Нерінгом, німцем за походженням.
Головний лікар Коулі пояснює маршалам, що Рейчел, яка засуджена за вбивство (вона втопила у ставку трьох своїх дітей), була переконана, начебто перебуває не в лікарні, а в себе вдома. У палаті зниклої пацієнтки виявляють папірець із написом «Правило чотирьох; хто 67-й?». Допити пацієнтів та санітарів мало що дають, хоча одна з пацієнток крадькома записує в блокнот Тедді повідомлення: «Тікай!».
Поки двоє маршалів намагаються відрізнити правду від брехні, на острові починається ураган, який стає причиною бунту пацієнтів лікарні та перекриває всі шляхи доступу до материка. Тедді, користуючись бурею, виводить напарника в затишне місце на кладовищі й пояснює йому, що шукає в Ешкліфській лікарні конкретну людину — піроманьяка Ендрю Леддіса, винуватця смерті Долорес. Про те, що Леддіс у лікарні, йому повідомив колишній в'язень острова — психічно хворий злочинець на ім'я Джордж Нойз.
Охоронці знаходять маршалів і повертають їх до лікарні. Рейчел Соландо знаходять біля маяка; жінка вважає Тедді своїм чоловіком (який загинув на війні). У кабінеті лікаря Коулі Тедді стає погано, і він проводить повну кошмарів ніч у корпусі для санітарів. Наступного ранку, скориставшись відключенням запасного електрогенератора, яке тримало пацієнтів під замками, маршали пробираються в третій корпус суворого режиму. У цьому зловісному місці Тедді знаходить Нойза, який начебто залишився на материку. Скалічений Нойз повідомляє йому, що в лікарні здійснюють експерименти над людьми.
Тедді пробирається по скелях до маяка, переймаючись підозрами щодо свого напарника Чака. Вони розлучаються; потім Тедді бачить труп Чака у воді під кручею. Попри це в печері на кручах він зустрічає справжню Рейчел Соландо, яка ніколи не поверталася до лікарні. Рейчел сама була одним із психіатрів лікарні, проте її спроба повідомити світу правду про експерименти з контролю над поведінкою людей перетворила її з лікаря на в'язня острова Шаттер. Вона пояснює Тедді, що у самій лікарні пацієнтів годують нейролептиками, а на маяку роблять операції зі зміни свідомості, стираючи пам'ять і перетворюючи пацієнтів на примар, здатних виконувати закодовані команди. Нейролептики давали й Тедді.
Чак зникає. Коулі переконує Тедді, що той приїхав на острів один, без напарника. Тедді вважає, що якщо Чак помер для всього світу, значить він ідеальний піддослідний кролик. Маршал збирається пробратися на маяк. На своє здивування Тедді не знаходить на маяку ніяких жахливих лабораторій. Лише на останньому поверсі він знаходить доктора Коулі, який пояснює Тедді ситуацію. Тедді був маршалом федеральних служб лише до 1952 року; насправді він — Ендрю Леддіс, той самий 67-й пацієнт клініки, що перебуває тут уже 2 роки після вбивства власної дружини. «Напарник Чак Оул» був лікарем Ендрю — доктором Лестером Шином; пацієнтка Рейчел Соландо була насправді вбитою дружиною Ендрю — Долорес (анаграми Edward Daniels = Andrew Laeddis і Rachel Solando = Dolores Chanal і були загадковим «правилом чотирьох»); усі події, що відбуваються на острові, це інсценування, покликане вирвати Ендрю з його вигаданого світу в справжній. У результаті Ендрю знову переживає забуту трагедію — смерть трьох дітей і дружини.
Наприкінці, у присутності обох лікарів і медсестри, що грала роль Рейчел Соландо, герой погоджується з усім, що каже лікар. Коулі повідомляє йому, що прозріння було вже не вперше. Вранці Ендрю, розмовляючи з Шином, знову обіцяє «напарнику» втекти з острова. Коли Шин похитуванням голови повідомляє лікаря Коулі, що стан пацієнта не покращився, Ендрю зауважує: «Що краще: жити монстром чи померти людиною?» Потім іде із санітарами й Нерінгом для проведення лоботомії. Останні кадри фільму знову показують зловісний маяк. Фінал залишає після себе питання, тому вважається відкритим.

## Персонажі

### Головні ролі
|                                                                                       |
| Леонардо Ді Капріо — Маршал Едвард «Тедді» Деніелс / пацієнт психлікарні Ендрю Леддіс |

|                                                   |
| Марк Руффало — Маршал Чак Оул / доктор Лестер Шин |

|                                                              |
| Бен Кінгслі — Доктор Джон Коулі (головний лікар психлікарні) |

|                                        |
| Макс фон Сюдов — Лікар Джеремія Нерінг |

|                                             |
| Емілі Мортімер — Рейчел Соландо / медсестра |

|                                                         |
| Мішель Вільямс — Долорес Ченел / дружина Тедді Деніелса |

|                                          |
| Патрісія Кларксон — Доктор Долорес Ченел |

### Другорядні ролі
| - Джекі Ерл Гейлі — Джордж Нойс - Тед Левайн — Ворден - Джон Керролл Лінч — заступник Вордена МакФерсон - Еліас Котеас — Леддіс - Робін Бартлетт — Бріджит Кернс - Крістофер Денем — Пітер Брін - Неллі Скіутто — медсестра Маріно - Джозеф Сікора — Глен Міга - Кертіс Кук — Трей Вашингтон - Реймонд Ентоні Томас — черговий Джантон - Джозеф МакКенна — ув'язнений Біллінгс - Рубі Джерінс — дочка Ендрю Леддіса - Том Кемп — Вард C. Гард - Бейтс Вайлдер — Вард C. Гард - Ларс Герхард — комендант | - Меттью Коулз — капітан порома - Зіад Акі — пацієнт - Денніс Лінч — пацієнт - Джон Порелл — пацієнт - Ейдан Мітчелл — син Ендрю Леддіса - Дрю Біслі — син Ендрю Леддіса - Брі Елрод — пацієнтка - Томас Б. Даффі — охоронець - Кен Чизман — лікар - Стів Віттінг — лікар - Майкл Е. Чепман — пацієнт - Кіт Флакер — охоронець - Дерріл Ву — охоронець - Майкл Байрон — водій МакФерсона - Гарі Галоун — охоронець |

### Український дубляж
Переклад і адаптація: Ірина Грей
Режисер дубляжу: Олександр Єфімов
Ролі дублювали:
- Дмитро Завадський — Тедді Деніелс
- Назар Задніпровський — Чак Оул
- Василь Мазур
- Ірина Грей
- Олена Яблучна
- Андрій Середа
- Євген Горлач
- Дмитро Лавров
- Олександр Єфімов.[6]

## Знімальна група
- Режисер: Мартін Скорсезе

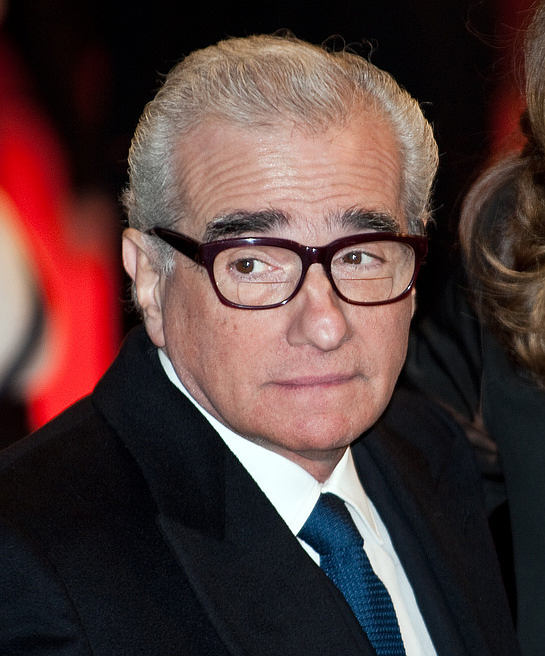
Режисер фільму Мартін Скорсезе

- Сценаристи: Лаета Калогрідіс, Денніс Лігейн (роман)
- Продюсери: Майк Медавой, Мартін Скорсезе, Бредлі Дж. Фішер, Арнольд Мессер
- Виконавчі продюсери: Кріс Брігем, Лаета Калогрідіс, Денніс Лігейн, Джанні Нуннарі, Луїс Філліпс
- Співпродюсери: Емі Герман, Джозеф П. Рейді, Емма Тіллінджер
- Композитор: Роббі Робертсон
- Оператор: Роберт Річардсон
- Монтаж: Тельма Шунмейкер
- Звук: Джеймі Бейкер, Девід Болтон, Кем Чан, Марко А. Костанцо, Келлі Доран
- Спецефекти: Джеремі Аєлло, Джозеф Баррі, Адам Беллана, Кріс Чітем, Майкл Кларк
- Візуальні ефекти: Енріко Альтман, Рон Еймс, Венден з К. Болдвін, Джефф Барнс
- Підбір акторів: Еллен Льюїс
- Художник-постановник: Данте Ферретті
- Артдиректори: Макс Біско, Роберт Гуерра, Крісті Вілсон
- Декоратор: Франческа Ло Ск'яво
- Гримери: Кетрін Блонделл, Алан Д'Анджеріо, Крістін Фенелл, Сіан Грігг, Джеррі Пополіс
- Художник по костюмах: Сенді Пауелл[5]

## Історія створення
Фільм знятий за мотивами роману Денніса Лігейна («Таємнича річка», «Бувай, дитинко, бувай»). Адаптацію написала Лаета Елізабет Калогрідіс, якій вдалося зберегти детективний дух книги. Права на екранізацію були продані студії Columbia ще 2003 року, а згодом вони перейшли до кінокомпанії Phoenix Pictures. Постановку здійснив Мартін Скорсезе («Таксист», «Скажений бик», «Казино»). Скорсезе так закручує дію, що не дає глядачеві навіть на секунду подумати про кінцівку, яка переверне все з ніг на голову.
Вчетверте поспіль Скорсезе запросив на головну роль Леонардо Ді Капріо, що знімався у нього в фільмах «Банди Нью-Йорка», «Авіатор» та «Відступники». Бен Кінгслі зіграв загадкового головного лікаря психлікарні доктора Коулі, а Мішель Вільямс постала в образі примари покійної дружини героя Ді Капріо. На роль Чака розглядалися кандидатури Роберта Дауні-молодшого і Джоша Броліна. Спочатку до проекту був залучений режисер Вольфганг Петерсен («Ідеальний шторм»), а потім Девід Фінчер («Загадкова історія Бенджаміна Баттона»), який збирався віддати головні ролі Бреду Пітту і Марку Волбергу.
У фільмі багато статичних кадрів, що змінюють один одного, ніби сторінки кримінальної справи. Таким чином додатково передається детективне забарвлення історії. Так само оператор не посоромився використовувати багато великих планів, що стало можливим за рахунок прекрасного акторського складу.
Скорсезе про фільм:
|  | На стилістику "Острова Проклятих" вплинув фільм "Процес" Орсона Веллса (адаптація твору Кафки). Пам'ятаєте, там були довгі коридори, тунелі, низькі стелі і кутові лінзи, які викликають клаустрофобію? Ще ми велику увагу приділили костюмам і аксесуарам героїв. Деталі дуже важливі, вони розкривають характер і дають глядачам підказки. Наприклад, ми вирішили, що доктор Коулі буде курити люльку. У деяких сценах він здається оточеним димовою завісою, так само, як його справжні наміри ховаються під покровом таємниці. |

## Історія прокату
Прем'єру фільму було перенесено з жовтня 2009 року на лютий 2010. Спочатку фільм розглядався студією Paramount як можлива номінація на «Оскар». Проте ближче до кінця року стало зрозуміло, що студія буде просувати на «Оскар» «Вище неба» (2009) і «Милі кості» (2009). Студія не змогла знайти 50-60 мільйонів доларів, необхідних для рекламної кампанії під «Оскар». До того ж, наприкінці 2009 року Леонардо Ді Капріо не міг займатися рекламою фільму через зайнятість в інших проєктах. Врешті-решт, студія перенесла прем'єру на лютий. Прем'єрний показ фільму «Острів проклятих» відбувся 13 лютого 2010 року на Берлінському кінофестивалі.

### Касові збори
У перший вікенд фільм зібрав $ 41 млн. Усього «Острів проклятих» зібрав $ 128 012 934 в США та $ 166 791 261 в інших країнах.

### DVD і Blu-ray диски
«Острів проклятих» вийшов на DVD і Blu-Ray 8 червня 2010 в США, та 2 серпня 2010 у Великій Британії.

## Саундтрек
Далі перераховані музичні композиції, які звучали у фільмі «Острів проклятих».
Диск 1
| #   | Назва                                                                                               | Тривалість |
| --- | --------------------------------------------------------------------------------------------------- | ---------- |
| 1.  | «Orchestra of St. Lukes & John Adams — Fog Tropes»                                                  | 10:01      |
| 2.  | «The National Polish Radio Symphony & Antonio Wit — Symphony No. 3: Passacaglia – Allegro Moderato» | 6:47       |
| 3.  | «Philipp Vandré — Music for Marcel Duchamp»                                                         | 5:45       |
| 4.  | «Nam June Paik — Hommage à John Cage»                                                               | 4:10       |
| 5.  | «Wiener Philharmoniker & Claudio Abbado — Lontano»                                                  | 12:44      |
| 6.  | «UC Berkeley Chamber Chorus — Rothko Chapel 2»                                                      | 4:36       |
| 7.  | «Johnnie Ray — Cry»                                                                                 | 3:05       |
| 8.  | «Max Richter — On the Nature of Daylight»                                                           | 6:15       |
| 9.  | «Vienna Radio Symphony Orchestra — Uaxuctum - 3rd Movement»                                         | 3:37       |
| 10. | «Prazak Quartet — Quartet for Strings and Piano in A Minor»                                         | 11:45      |

Диск 2
| #  | Назва                                                                                       | Тривалість |
| -- | ------------------------------------------------------------------------------------------- | ---------- |
| 1. | «The San Francisco Symphony & Edo de Waart — Christian Zeal and Activity»                   | 10:05      |
| 2. | «The New Professionals Orchestra & Rebecca Miller — Suite for Symphonic Strings - Nocturne» | 3:45       |
| 3. | «Brian Eno — Lizard Point»                                                                  | 4:34       |
| 4. | «Torleif Thedeen & Entcho Radoukanov — Four Hymns: II for Cello and Double Bass»            | 5:48       |
| 5. | «Boris Berman — Root of an Unfocus»                                                         | 4:56       |
| 6. | «Ingram Marshall — Prelude - The Bay»                                                       | 6:25       |
| 7. | «Kay Starr — Wheel of Fortune»                                                              | 3:06       |
| 8. | «Lonnie Johnson — Tomorrow Night»                                                           | 3:05       |
| 9. | «Dinah Washington & Max Richter — This Bitter Earth»                                        | 6:12       |

## Нагороди та номінації

### Перемога
| - 2010: Національна рада кінокритиків США - Найкращий художник-постановник (Данте Ферретті) - Найкращі десять фільмів - 2010: Організація кінокритиків Сан-Дієго - Найкращий художник-постановник (Данте Ферретті) - 2010: Премія Scream - Найкращий сценарій (Лаета Калогрідіс) | - 2010: Teen Choice Awards - Найкращий кіноактор: жахи / трилер (Леонардо Ді Капріо) - 2011: Кінопремія Жорж - Найкраща зарубіжна драма |

### Номінація
| - 2010: Teen Choice Awards - Найкращий фільм: жахи / трилер - Найкращий кіноактриса: жахи / трилер (Мішель Вільямс) - 2010: Премія Scream - Найкращий актор фільму жахів (Леонардо Ді Капріо) - Найкращий актор другого плану (Бен Кінгслі) - Найкращий актор другого плану (Марк Раффало) - Найкращий фільм жахів - Найкраща режисура (Мартін Скорсезе) - 2010: Премія «Супутник» - Найкраща операторська робота (Роберт Річардсон) - Найкращий звук - Найкращий монтаж (Тельма Шунмейкер) - Найкращий художник-постановник і дизайнер (Данте Ферретті, Макс Біско, Роберт Гуерра, Крісті Вілсон) - 2010: Організація кінокритиків Сан-Дієго - Найкращий адаптований сценарій (Лаета Калогрідіс) - Найкраща операторська робота (Роберт Річардсон) - 2010: Асоціація кінокритиків Чикаго - Найкраща операторська робота (Роберт Річардсон) | - 2010: Премія EDA - Найкращий монтаж (Тельма Шунмейкер) - 2010: Жіноча премія EDA - Найкраща жінка сценарист (Лаета Калогрідіс) - 2011: Сатурн - Найкращий фільм жахів - Найкраща режисура (Мартін Скорсезе) - Найкращий кіноактор (Леонардо Ді Капріо) - Найкращий кіноактор другого плану (Марк Раффало) - Найкраща робота художника-постановника (Данте Ферретті) - 2011: Кінопремія Імперія - Найкращий трилер - 2011: Online Film & Television Association - Найкраща операторська робота (Роберт Річардсон) - Найкращий дизайн (Данте Ферретті, Макс Біско, Роберт Гуерра, Крісті Вілсон, Франческа Ло Ск'яво) - Найкращий грим і зачіски - Найкращий монтаж звука |

## Критика
Фільм отримав безліч позитивних відгуків від критиків. На сайті Metacritic фільм отримав 63 % 37-ма відгуками.

### Відгуки в ЗМІ
Los Angeles Times
Мартін Скорсезе створив божественно таємничий та заплутаний фільм у найкращих традиціях нуар з розумнішими, ніж ви могли вважати, поліцейськими.

Бетсі ШаркіОригінальний текст (англ.)
Martin Scorsese has created a divinely dark and devious brain tease of a movie in the best noir tradition with its smarter than you'd think cops.

Betsy Sharkey
Chicago Sun-Times
Основний ефект фільму зосереджений на почуттях. Все складається в хвилюючу жахливу таємницю.

Роджер ЕбертОригінальний текст (англ.)
The film's primary effect is on the senses. Everything is brought together into a disturbing foreshadow of dreadful secrets. 

Roger Ebert
Slate
«Острів проклятих» є естетично і часом інтелектуально захоплюючою головоломкою, але він ніколи не буде емоційним.

Дана СтівенсОригінальний текст (англ.)
Shutter Island is an aesthetically and at times intellectually exciting puzzle, but it's never emotionally involving. 

Dana Stevens
The New York Times
Відбувається щось СТРАШНЕ. На жаль, це щось, виявляється, сам фільм.

A. O. СкоттОригінальний текст (англ.)
Something TERRIBLE is afoot. Sadly, that something turns out to be the movie itself. 

A. O. Scott
Газета.ru
Власне, головний фокус «Острова проклятих» полягає в тому, що вся його інтрига легко прораховується на п'ятнадцятій хвилині, але перегляду це абсолютно не заважає, швидше навпаки.

Ярослав ЗабалуєвОригінальний текст (рос.)
Собственно, главный фокус «Острова проклятых» заключается в том, что вся его интрига легко просчитывается минуте на пятнадцатой, но просмотру это совершенно не мешает, скорее наоборот.

Ярослав Забалуев
Афиша
Можливо, «Острів» — химерне, важке і не дуже вдале кіно, але він разом з тим — нагадування про те, що Скорсезе ніякий не колишній, а як і раніше великий режисер.

Роман ВолобуєвОригінальний текст (рос.)
Может быть, «Остров» — вычурное, тяжеловесное и не слишком удачное кино, но он вместе с тем — напоминание о том, что Скорсезе никакой не бывший, а по-прежнему великий режиссер.

Роман Волобуев
Коммерсант.ru
Якщо хтось думає, що неквапливістю страждає в «Острові проклятих» тільки преамбула, а далі все стане динамічнішим або хоча б істеричнішим, то він помиляється — із заданого на початку задумливого ритму «Острів проклятих» так і не збивається.

Лідія МасловаОригінальний текст (рос.)
Если кто-то думает, что неторопливостью страдает в «Острове проклятых» только преамбула, а дальше все станет подинамичнее или хотя бы поистеричнее, то он ошибается — с заданного в начале задумчивого темпоритма «Остров проклятых» так и не сбивается.

Лидия Маслова

### Критика від сайту Rotten Tomatoes
На сайті Rotten Tomatoes фільм отримав 69 % (166 схвальних відгуків і 76 несхвальних), а користувачі дали оцінку 76 %.
Це, можливо, не найкраща робота Скорсезе, але Острів проклятих представляє невгамовні, гострі почуття режисера.Оригінальний текст (англ.)
It may not rank with Scorsese's best work, but Shutter Island's gleefully unapologetic genre thrills represent the director at his most unrestrained.

## Приквел
HBO і Paramount починають роботу над проєктом «Ешкліфф» — телевізійним приквелом до фільму «Острів проклятих». Скорсезе особисто поставить пілотний епізод, а сценарій писатиме автор оригінального фільму Денніс Лігейн. Акторський склад і дата початку знімань поки невідомі.

## Цікаві факти
- Фільм знято за мотивами роману Денніса Лігейна «Острів проклятих» (Shutter Island, 2003).
- Назву фільму можна перекласти як «Острів-пастка».
- Спочатку студія Columbia придбала права в Денніса Лігейна на екранізацію книги в 2003 році, однак після численних перенесень дати початку роботи над проєктом, права на екранізацію повернулися автору.
- За основу був узятий острів Педдокс зі штату Мен (національний парк Акадія).
- Одна з картин, які доктор Коулі показує як приклад жорстокого поводження з божевільними, — це «Навуходоносор», ілюстрація до Біблії поета Вільяма Блейка.
- Для створення атмосфери картини Мартін Скорсезе шукав натхнення в зомбі-фільмах Вела Льютона.
- Щоб актори уявили, як стилістично буде виглядати фільм, Мартін Скорсезе показував їм фільми «З минулого» (1947) і «Запаморочення» (1958).
- Ідея як книги, так і фільму заснована на реальному місці в Італії — Повеглія.
- Розстріл полонених німців американськими солдатами справді стався в Дахау 29 квітня 1945 року[27].

## Кіноляпи
- Напис на воротах Дахау (Arbeit Macht Frei) зроблено у два рядки, а не в один. Табір визволений 29 квітня 1945 року, снігу, показаного у фільмі, тоді не було.
- (22:09) Показано фото генерала з табору Дахау, який лежить на підлозі в калюжі крові, його обличчя порівняно чисте. (22:47) Генерала показано впритул, його обличчя все в крові.
- Коли маршали допитують першого пацієнта, біля Ді Капріо лежить ручка, у наступному моменті ручка «випаровується».
- Під час допиту пацієнтки вона просить води, коли їй приносять склянку, вона підносить праву руку до рота. У наступному кадрі вона ставить склянку на стіл уже лівою рукою.
- Коли Тедді й Чак йдуть до корпусу «С», у корпусі світиться світло, хоча всі генератори перед тим згоріли.
- Коли Тедді вбиває дружину, його мертві діти міняються місцями.
- Шприц, вихоплений у доктора Нерінга, з різних ракурсів перебуває на різній відстані від його шиї[28].

## Кросовери
- Кабінет доктора Калігарі (1920) — у фільмах ідентична плутанина між ув'язненими і владою.
- Чарівник країни Оз (1939) — коли розпочинається ураган, Чак говорить: «Ми зараз в Канзасі».
- Лаура (1944) — прототипом Тедді Деніелса став Марк Макферсон з фільму Лаура.
- Бедлам (1946).
- Червоні черевички (1948).
- 11 епізод 5 сезону серіалу Красені (2008) — один з головних героїв згадує фільм «Острів проклятих».
- 6 епізод 2 сезону The Rotten Tomatoes Show (2010) — Еллен просить глядачів написати свої відгуки про цей фільм.
- 17 епізод 35 сезону шоу Суботнього вечора у прямому ефірі (2010).
- Початок (2010).
- 16 епізод 5 сезону серіалу Ясновидець (2010) — Гас каже: «Лассі думає, ніби це Острів проклятих?».
- 21 епізод 3 сезону серіалу Касл (2011).
- 12 епізод 3 сезону серіалу Така різна Тара (2011) — згадується в розмові.
- 1 епізод 3 сезону серіалу Батьки (2011) — Сара каже, що нова квартира Ембера схожа на будинок з фільму «Острів проклятих».
- 6 епізод 1 сезону серіалу Шукач (2012) — згадується в розмові.
- 16 епізод 8 сезону серіалу Офіс (2012) — Дерріл каже: «Я сів на мілину на Острові проклятих».
- 2 епізод 3 сезону серіалу Трудоголіки (2012) — згадується в діалозі Адама і Блейка[29].